# Schaueria hirsuta
Schaueria hirsuta är en akantusväxtart som beskrevs av Christian Gottfried Daniel Nees von Esenbeck. Schaueria hirsuta ingår i släktet Schaueria och familjen akantusväxter. Inga underarter finns listade i Catalogue of Life.

## Bildgalleri

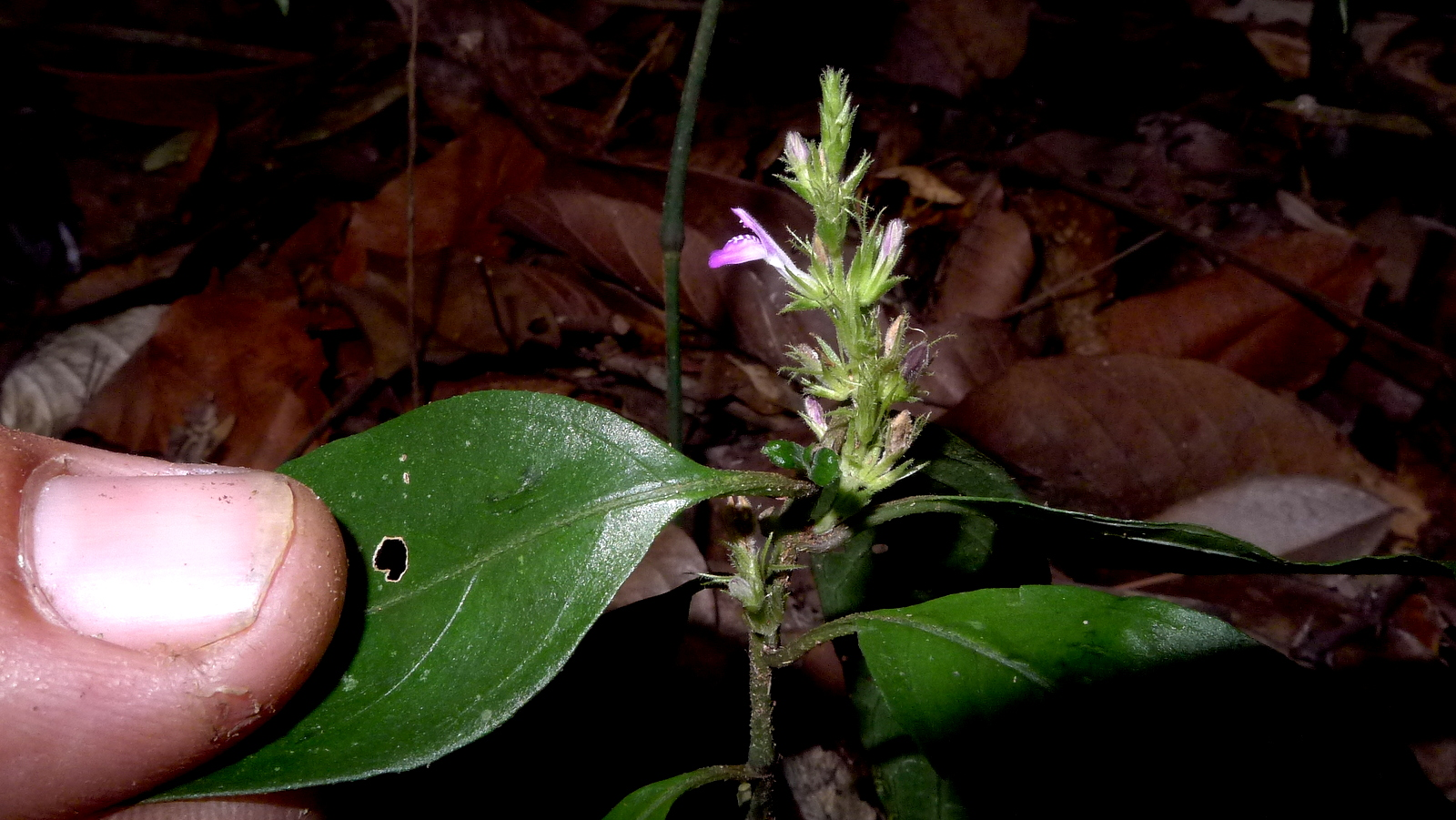
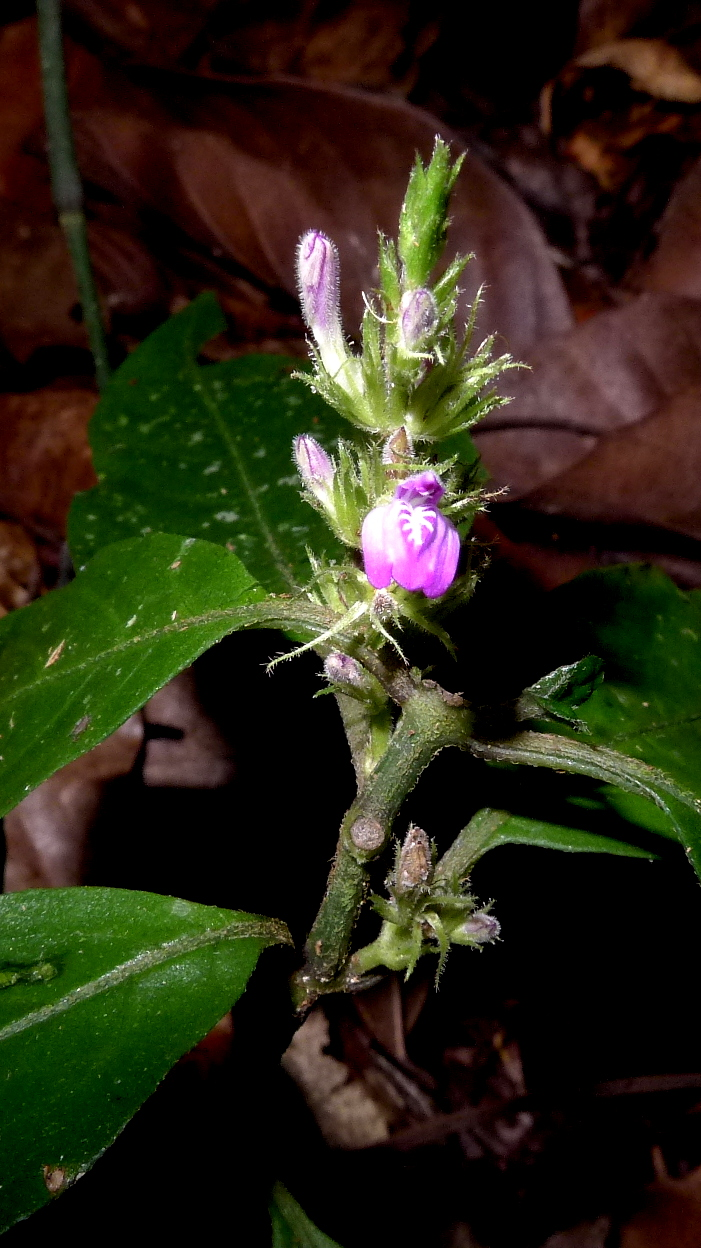
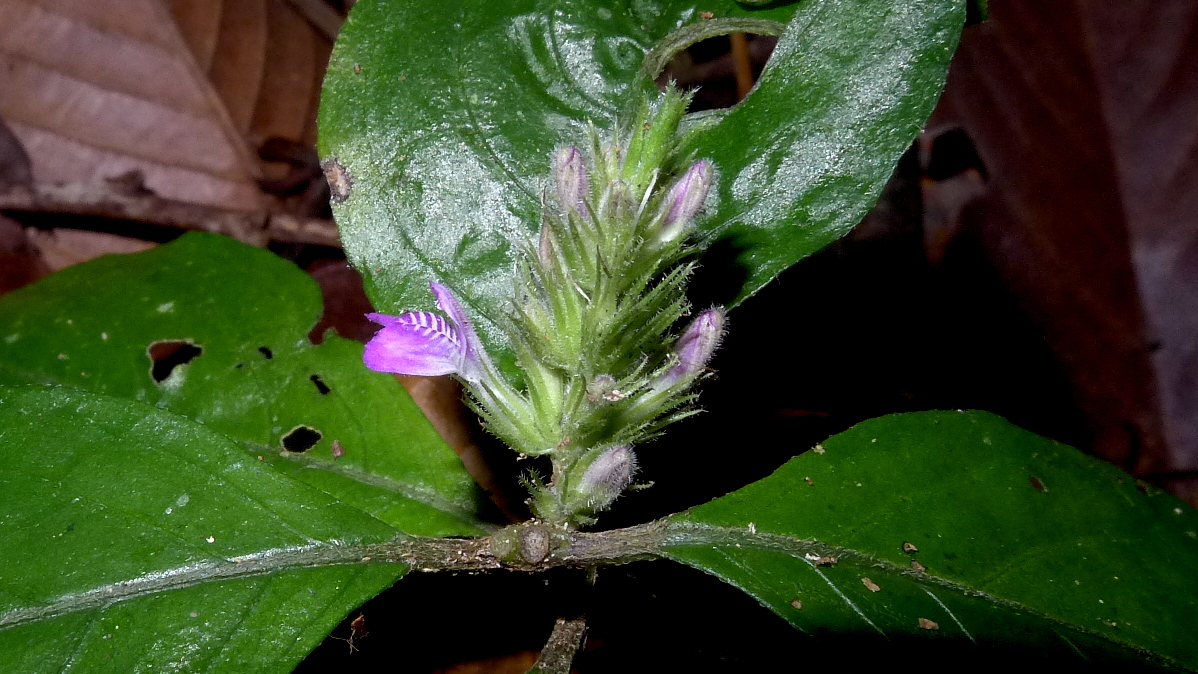
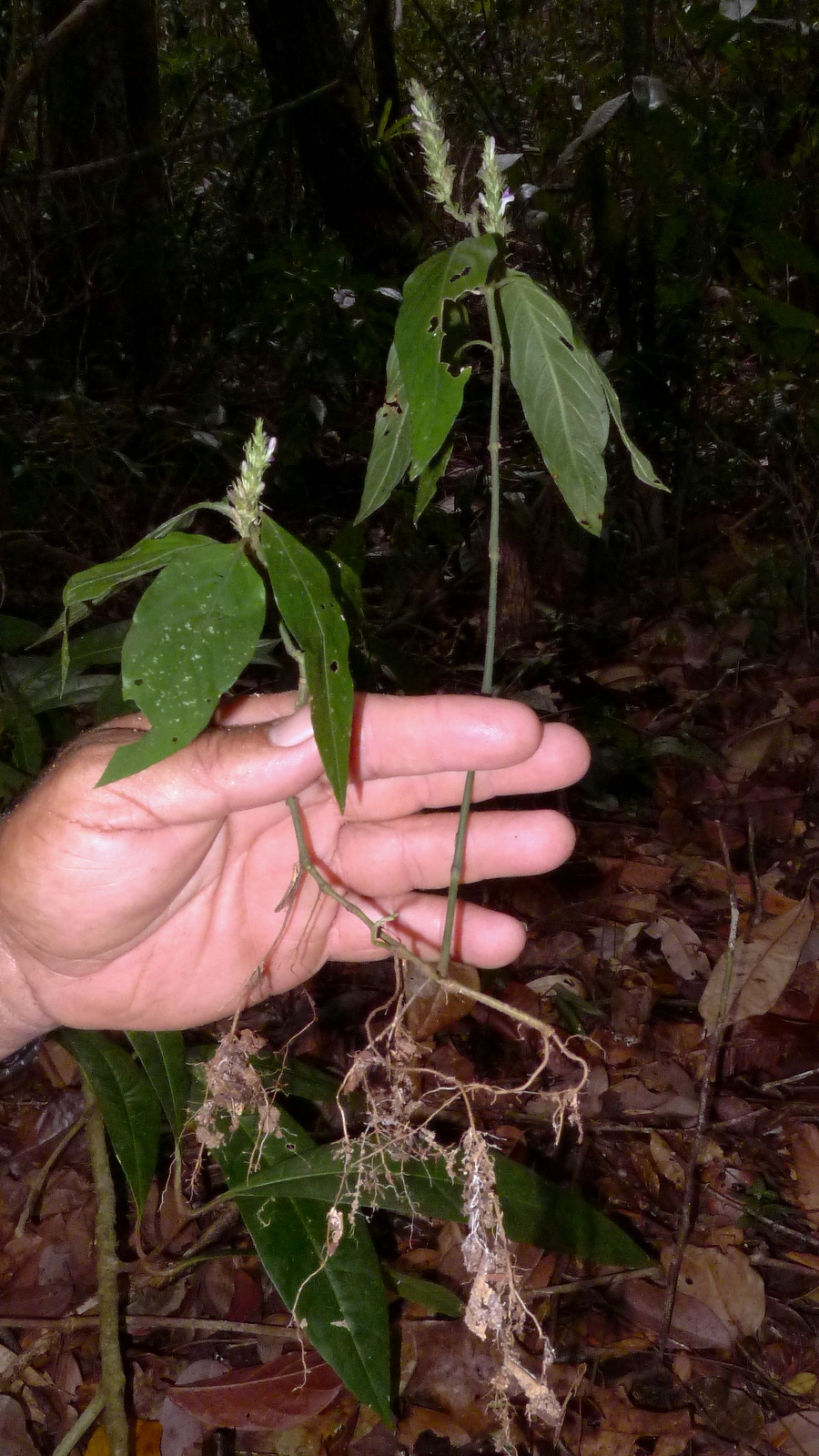
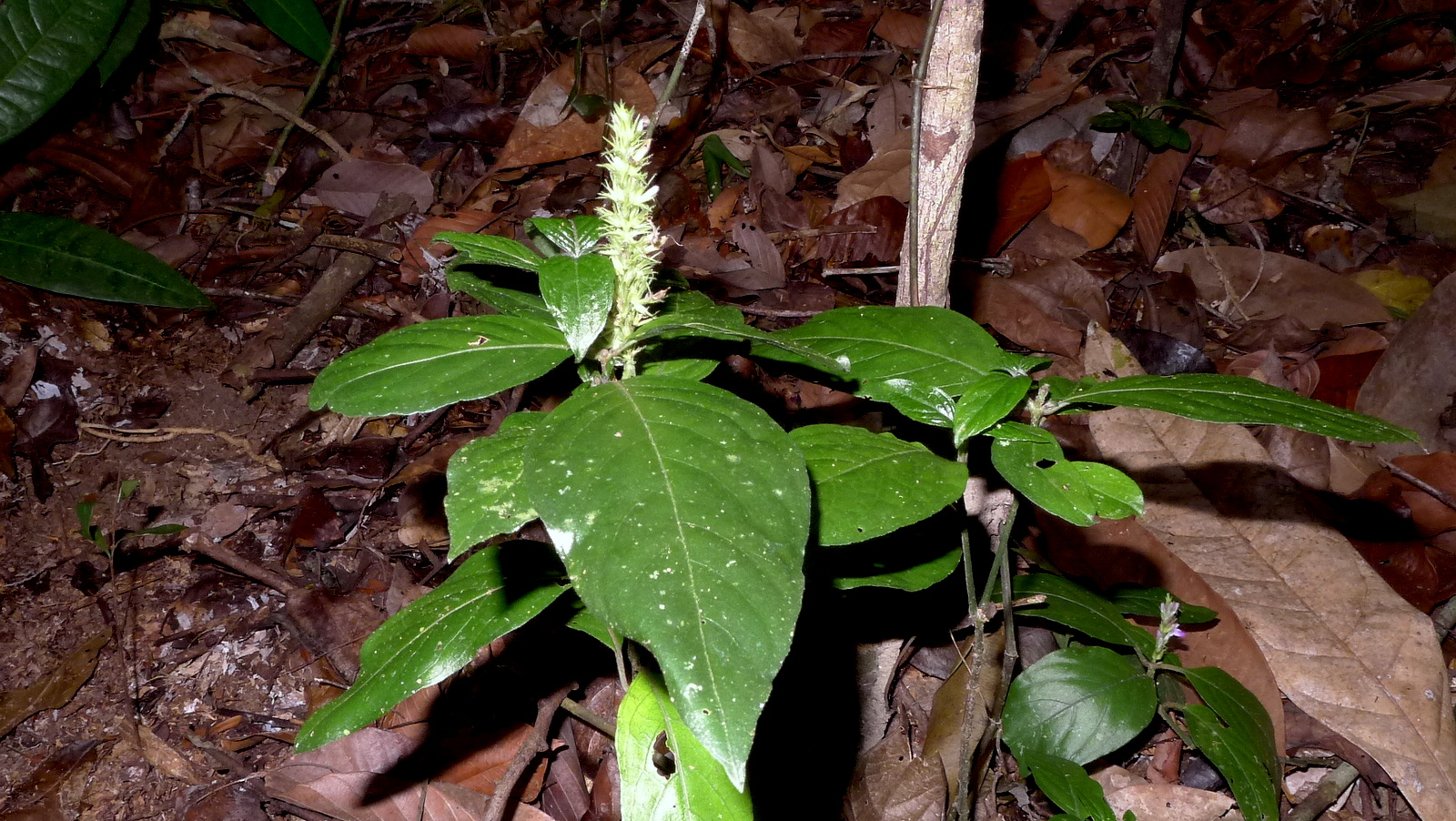
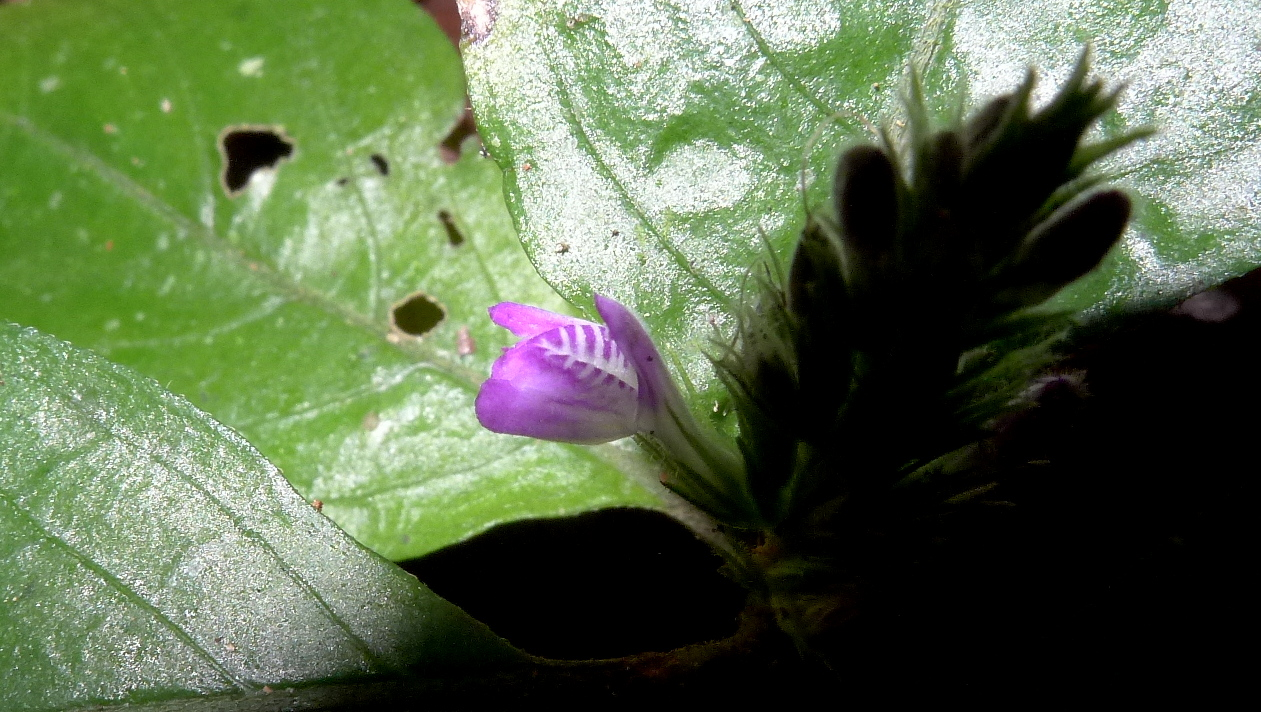